# Xã Trenton, Quận Delaware, Ohio
Xã Trenton (tiếng Anh: Trenton Township) là một xã thuộc quận Delaware, tiểu bang Ohio, Hoa Kỳ. Năm 2010, dân số của xã này là 2.190 người.